# Ivrée
Ivrée (en italien : Ivrea) est une ville de la ville métropolitaine de Turin, dans le Piémont, en Italie. La cité industrielle d'Ivrée, berceau de la société Olivetti fondée en 1908 par Camillo Olivetti, conçue par quelques-uns des architectes et des urbanistes les plus en vue des années 1930 à 1960 sous la direction d’Adriano Olivetti, a été inscrite au patrimoine mondial de l'UNESCO en 2018.

## Géographie
Ivrée est située au débouché sud de la Vallée d'Aoste et constitue le point d'entrée naturel du Piémont en provenance de la France et du Val d'Aoste (par le Tunnel du Mont-Blanc).
Ivrée est bordée à l'est par l'une des plus grandes moraines d'Europe qui constitue une crête de 25 km de long et d'environ 400 mètres d'altitude au-dessus de la plaine.
La ville moderne occupe les deux rives de la Doire Baltée.
La plaine était occupée, pendant la Préhistoire, d'un immense lac formé par la fonte du glacier, ce qui explique qu'Ivrée soit entourée de nombreux petits lacs de montagne (lac Sirio, lac Saint-Michel).
La région historique où se trouve la ville d'Ivrée s'appelle le Canavais, dont elle est considérée comme la capitale.

## Urbanisme

### Morphologie urbaine
La ville d'Ivrée est grosso modo composée de deux parties : le centre-ville et la ville moderne.
Le centre-ville se développe sur une colline bordée au sud et à l'ouest par le cours de la Doire Baltée et au nord par une aire marécageuse une fois occupée par un lac, dit lago di Città. Au cours du XXe siècle ceci a été progressivement enterré et est aujourd'hui le site où se déroule le marché hebdomadaire. Le centre-ville, qui correspond à l'aire occupée par l'ancien établissement romain et médiéval, abrite les principaux monuments et institutions de la ville, tels que le château, l'hôtel de ville et la cathédrale. Lui aussi peut être divisé en deux secteurs : la ville dessus et la ville dessous. Entre les deux, la première accueille les institutions religieuses, tandis que la deuxième abrite les bureaux et les commerces, disposés au long de l'axe routier de via Palestro et via Arduino, l'ancien decumanus maximus, et autour des deux principales places de la ville, la piazza Ottinetti et la piazza di Città. Le centre-ville est entièrement entouré par une route dite circonvallazione.
La ville moderne, en revanche, se développe dans la plaine environnante au long des trois axes routiers qui partent de la circonvallazione : un en direction nord (vers Aoste et les franchissements alpins), un en direction sud (vers Turin) et un en direction ouest (vers Verceil).

## Toponymie
Le toponyme « Ivrea » est issu de l'ancien toponyme latin « Eporedia », lui-même d'origine celte et signifiant « poste de changement des chevaux ». Encore aujourd'hui les habitants d'Ivrée sont appelés, en italien, les « eporediesi ».
En valdôtain, l'expression « ba pe lé-z-Ivrèye » (litt. « bas par les Ivrées ») indique le Canavais, et par extension le Piémont, la plaine du Pô, et, plus loin, l'Italie.
Le toponyme d'Ivrée se dit Ivreja en piémontais, Ivrèya en valdôtain et Eebri en töitschu.

## Histoire

### Antiquité
Ivrée fut peut-être fondée par les Salasses, mais les Romains en firent une colonie nommée Eporedia sous le consulat de Caius Marius.

### Moyen Âge
La ville fut le siège du marquisat d'Ivrée à l'époque franque (Maison d'Ivrée).
Amédée d'Oscheret a au moins deux fils :
- Guy d'Ivrée (-889) ;
- Anschaire Ier d'Ivrée (-900) qui fonde le marquisat d'Ivrée en 870.

Anschaire Ier d'Ivrée épouse Volsia de Suse dont il a :
- Adalbert (vers 880 - 923) de Toscane, marquis d'Ivrée ;
- Anschier II d'Ivrée (-898) (du marquisat margrave de Suse).

Adalbert Ier épouse, vers 900, Giséle de Frioul (vers 883 - 13/06/910), fille de Bérenger Ier de Frioul, marquis de Frioul et de Berthe de Spolète. Ils auront :
- Bérenger II d'Italie (vers 900 - 06/08/966), marquis d'Ivrée, roi d'Italie du 15 décembre 950 au 25 décembre 961 ;
- Humbert II (vers 907 - 967), marquis de Toscane.

Il épouse ensuite Ermengarde de Toscane.
Vers 936, Bérenger II épouse Willa de Toscane d'Arles. Ils auront :
- Aubert Ier d'Italie, marquis d'Ivrée, roi d'Italie ;
- Konrad-Dado d'Ivrée, marquis d'Ivrée ;
- Wido d'Ivrée (-25 juin 965) ;
- Gisela d'Ivrée ;
- Gerberge d'Ivrée ;
- Rozala ou Rozella ou Suzanne de Toscane.

Bérenger II, élu roi d'Italie, est couronné le 15 décembre 950 et règne jusqu'au 25 décembre 961; il lègue le marquisat d'Ivrée à son deuxième fils, Konrad-Dado d'Ivrée. Il meurt prisonnier à Bamberg en Bavière, le 6 août 966.
Vers 956, Aubert Ier épouse Gerberge (en). Ils auront :
- Otte-Guillaume de Bourgogne qui aura une carrière hors de la péninsule.

Une branche cousine :
- Arduin d’Ivrée.

Ivrée est une des étapes de la Via Francigena, chemin de pèlerinage de Rome. Elle est mentionnée à ce titre par Sigéric, en 990, avec la mention XLV Everi (numéro d'étape en partant de Rome).
Le 2 novembre 882, mort de Ansgarde de Bourgogne première épouse de Louis II le Bègue roi de Francie Occidentale, mère -entre autres- de Louis III et de Carloman II, sacrés ensemble, mais décédés sans postérité.
En 1018, mort d'Arduin d’Ivrée, fils d'Adalbert II et de Gerberge de Chalon.
Au XIIIe siècle, la ville est donnée aux comtes de Savoie par l'empereur Frédéric II.

### Temps modernes
Ivrée est souvent prise par les armées françaises, notamment en 1641 lors de la guerre de Trente Ans et en 1704 durant la guerre de Succession d'Espagne. Ivrée est défendue en 1641 par Carlo Umberto de Savoie, fils illégitime de Charles-Emmanuel Ier et de Laure de Mulessan.

### Révolution française et Empire
La ville est encore prise par les Français en 1796 et en 1800. Elle devient préfecture du département français de la Doire (décret du 24 Fructidor, an X ou 11 septembre 1802) et est rendue au Piémont après l'abdication de Napoléon Ier en avril 1814.

### Époque contemporaine
Après la Seconde Guerre mondiale, la ville doit son développement à la localisation du siège d'une des plus grandes multinationales italiennes, la société Olivetti.

## Politique et administration
| Période                                  | Période       | Identité          | Étiquette                     | Qualité |
| ---------------------------------------- | ------------- | ----------------- | ----------------------------- | ------- |
| 27 mai 2003                              | 18 avril 2008 | Fiorenzo Grijuela | Centro-Sinistra/Centre-Gauche |         |
| 18 avril 2008                            | En cours      | Carlo Della Pepa  | Centro-Sinistra/Centre/Gauche |         |
| Les données manquantes sont à compléter. |               |                   |                               |         |

### Hameaux
En italien : le frazione
Canton Stimozzo
Gillio
La rossa
Meina
Moretti
Parise
Regione campasso
San bernado
Torre Balfredo

### Communes limitrophes
Chiaverano, Montalto Dora, Burolo, Bollengo, Cascinette d'Ivrea, Fiorano Canavese, Banchette, Salerano Canavese, Pavone Canavese, Albiano d'Ivrea, Romano Canavese, Strambino, Vestignè

### Jumelages
- Chaumont (France)
- Monthey (Suisse)

## Population et société

### Manifestations culturelles et festivités
Ivrée est connue pour son carnaval haut en couleur débutant par un défilé en costume napoléonien, et dont les batailles d'oranges sont le moment le plus attendu.
Des chariots tirés par des chevaux parcourent la ville. À leur bord, les guerriers du Tiran en armure et casqués. Les chariots s'arrêtent sur chaque place de la ville où des équipes de combattants les attendent. Et là pendant une dizaine de minutes les combattants à pied lancent des milliers d'oranges sur les guerriers qui ripostent avec autant d'oranges. Le sol est rapidement jonché d'oranges et la ville sent l'orange pendant des semaines. 
Les passants portant un bonnet phrygien sont en principe épargnés et doivent être épargnés par les combattants.

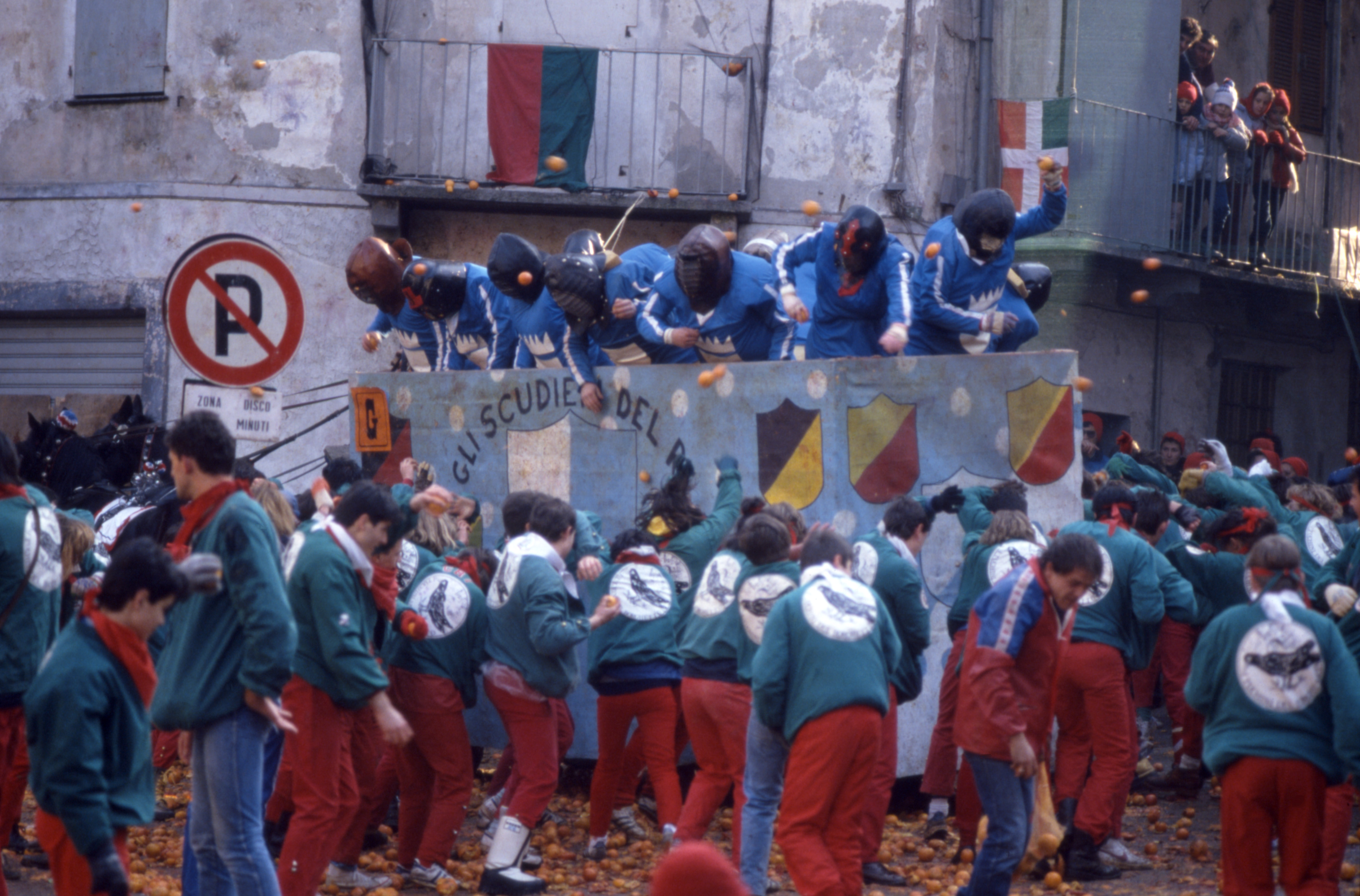
Bataille d'oranges.
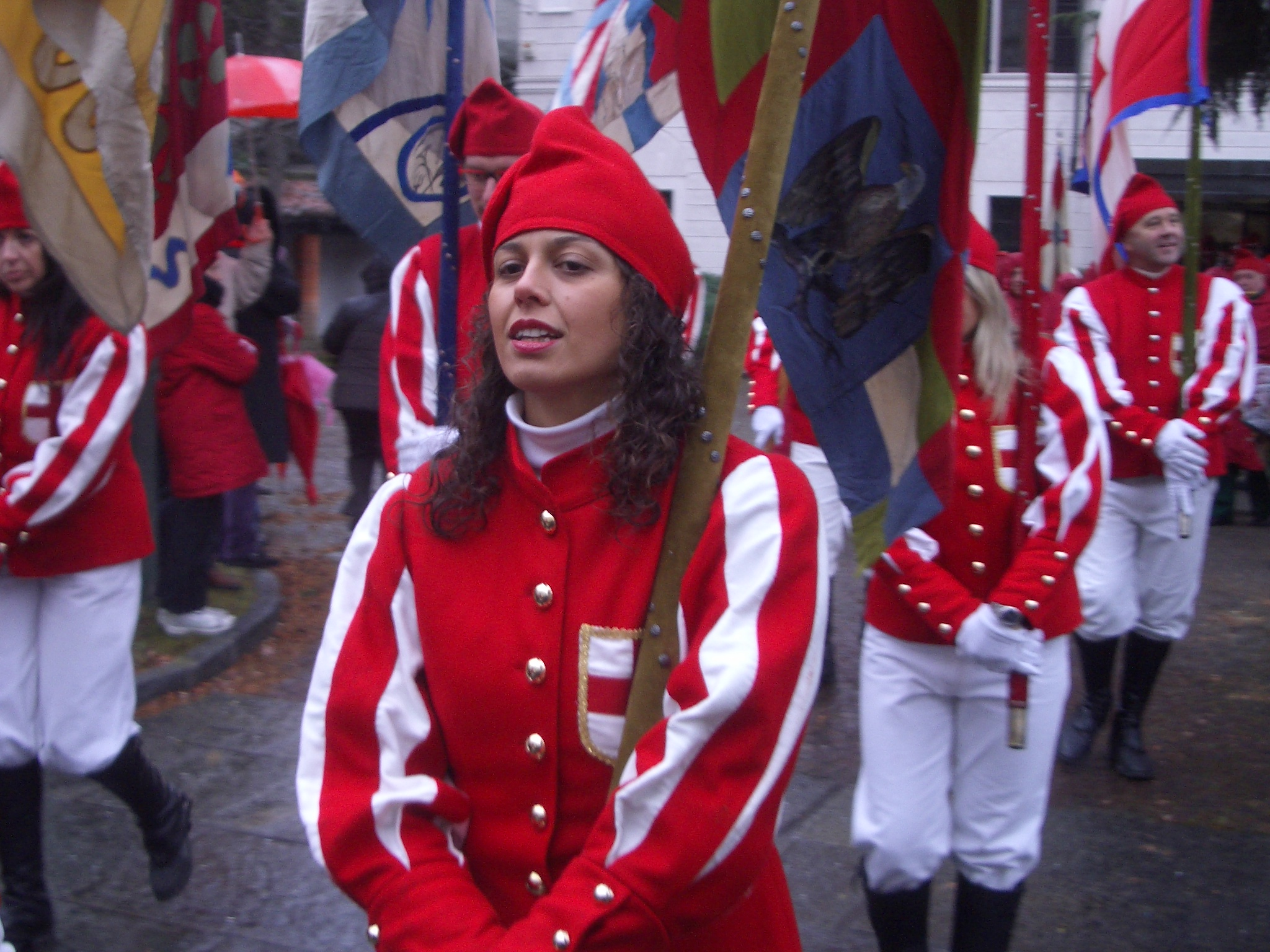
Les alfieri.

## Économie
Ivrée était notamment le siège de la celèbre Olivetti.

## Culture locale et patrimoine

### Cité industrielle
La cité industrielle, berceau de la société Olivetti, est inscrite au patrimoine mondial de l'UNESCO depuis 2018. Elle comprend une grande usine, des bâtiments administratifs ainsi que des édifices consacrés aux services sociaux et au logement, comme l'unità residenziale Ovest. Conçu par des urbanistes et des architectes italiens de premier plan, essentiellement entre les années 1930 et les années 1960, cet ensemble architectural reflète les idées du Movimento Comunità (Mouvement Communauté).

### Autres lieux et monuments
- Cathédrale d'Ivrée
- Église Sant'Ulderico
- Chapelle Tre Re d'Ivrée
- Château d'Ivrée
- Hôtel de ville d'Ivrée
- Palais de la Credenza (ancien hôtel de ville de la commune médiévale)
- Palais des Bagni Umberto I (bâtiment remarquable)
- Ponte Vecchio (le pont le plus ancien de la ville)
- Église San Grato Vescovo
- Tour de Saint-Étienne (ancien clocher du XIe siècle)
- Tour des Tallianti
- Palais Giusiana, ancien hôtel de la préfecture du département de la Doire
- Villa Castiglia (villa remarquable)
- Villa Chiampo (villa remarquable)
- Villa Ravera (villa remarquable)
- Villa Botalla (villa remarquable)
- Villa Luisa (villa remarquable)
- Fontaine Camillo Olivetti

#### Lelibertyà Ivrée
La ville d'Ivrée accueille plusieurs exemples d'architecture art nouveau italienne, en Italie connue sous le nom de « style liberty ». Parmi eux on mentionne la villa Botalla et la voisine palazzina Botalla dans le nord de la ville, et le palais Ravera en bord de fleuve.

## Personnalités
- Nicolao Fornengo (1966-), physicien italien, est né à Ivrée.